# Hann Ferenc
Hann Ferenc (Nagybánya, 1944. szeptember 20. – Szigetmonostor, 2010. december 8.) Munkácsy Mihály-díjas (2000) magyar művészettörténész, művészeti író, muzeológus, egyetemi tanár.

## Életpályája
Szülei: Hann Ferenc és Havasi Anna voltak. 1962–1965 között a Jászberényi Tanítóképző Főiskola hallgatója volt. 1967–1971 között a József Attila Tudományegyetem Bölcsészettudományi Karának magyar irodalom szakos diákja volt. 1976-ban szintén a József Attila Tudományegyetem Bölcsészettudományi Karán lett egyetemi doktor. 1971-től az Eötvös Loránd Tudományegyetem népművelés szakán tanult. 1977-től a szentendrei Ferenczy Múzeumban művészettörténész, múzeumi főtanácsos volt. 1979–1981 között az Eötvös Loránd Tudományegyetem Bölcsészettudományi Karának művészettörténész szakán tanult. 1981–1992 között a zebegényi Szőnyi István Képzőművészeti Szabadiskola művészeti igazgatója volt. 1984-ben Párizsban volt tanulmányúton. 1991–1992 között a hágai Képzőművészeti Főiskola vendégprofesszora volt. 1995-től a párizsi Revue d'Art 90 szerkesztője, valamint a Magyar Művészeti Akadémia tagja volt. 1997-től a Juhász Gyula Tanárképző Főiskola művészettörténet- és esztétikatanára, tanszékvezető helyettese és főiskola tanára volt.

### Munkássága
Kutatási területe a kortárs festészet és szobrászat, a századforduló francia-magyar művészet kapcsolatai. Kortárs magyar képzőművészeti kiállításokat rendezett Párizsban, Athénban, Bécsben, Frankfurt am Mainban, Stuttgartban, Padovában, Brémában, Ankarában, Isztambulban, Varsóban, Vilniusban, Prágában, Helsinkiben.

## Magánélete
1964-ben feleségül vette Szentgyörgyi Piroskát. Két gyermekük született; Judit (1965) és Sebestyén (1975).

## Művei
- A város. Egy legenda töredékei. Hann Ferenc versei, Hibó Tamás grafikái; Salgótarjáni Nyomda, Salgótarján, 1972
- Földi Péter festőművész kiállítása Vác Vak Bottyán Múzeum Kiállítóterme Görög Templom 1979. július–augusztus; katalógusterv. Hann Ferenc; dr. Ikvai Nándor, s.l., 1979
- Farkas Ádám. Beszélgetés a szobrásszal; Pest Megyei Múzeumok Igazgatósága, Szentendre, 1982
- Pirk János; bev. Hann Ferenc; Pest megyei Múzeumok Igazgatósága, Szentendre, 1983
- Vaszkó Erzsébet; bev. Hann Ferenc; Pest megyei Múzeumok Igazgatósága, Szentendre, 1983
- Csíkszentmihályi Róbert. Beszélgetés a szobrásszal; olaszra ford. Franchi Brita, angolra ford. Melocco János; Pest Megyei Múzeumok Igazgatósága, Szentendre, 1984
- Kocsis Imre. Beszélgetés a festővel; riporter Hann Ferenc; Pest Megyei Múzeumok Igazgatósága, Szentendre, 1988
- Aknay János. Beszélgetés a festővel; tan. Jan van Dam, Prakfalvi Endre; Szentendrei Képtár, Szentendrei, 1989
- Péreli Zsuzsa. Beszélgetés a művésszel; riporter Hann Ferenc, tan. Schenk Lea; Interart, Szentendre, 1990
- Péreli Zsuzsa; bev. Hann Ferenc, fotó Szelényi Károly, tan. Frank János; Berta, Bp., 1992
- Balogh László. Beszélgetés a művésszel; riporter Hann Ferenc; Interart, Szentendre, 1990
- Földi Péter (1990)
- Balogh László; bev. Hann Ferenc; Soós Sándor, s.l., 1995
- Hibó Tamás; angolra ford. Juhászné Szepesi Bea, oeuvre katalógus Halászné Szilasi Ágota; Alma BT, Bp., 1995
- Egy festő naplója. Bánovszky Miklós visszaemlékezése a szentendrei festészet kezdeteiről, 1926-1947; sajtó alá rend. Hann Ferenc; Berta, Szentendre, 1996
- Somogyi György; Insula, Szigetszentmiklós, 1996
- Buhály József (1997)
- Aranyi Sándor (2000)
- Jószay Zsolt; angolra ford. Szepesi Beatrix, Révbíró Tamás; B-Humanitas Stúdió–Alma Grafikai Stúdió, Bp., 2001 (Kortárs magyar képzőművészek)
- ef Zámbó István; interjú Szikszai Károly, angolra ford. Bodonyi Dániel; B-Humanitas–Alma Grafikai Stúdió, 2002 (Kortárs magyar képzőművészek, 2.)
- Paulovics László. Kántor Lajos és Kocsis István írásaival; Pest Megyei Múzeumok Igazgatósága Ferenczy Múzeum, Szentendre, 2008
- A Sajna de Mahorkai vacsora. Válogatott művészeti írások és versek; szerk. Wehner Tibor; Napkút, Bp., 2013

## Díjai
- Hincz Gyula-díj (1988)
- Csongrád város Művészeti-díj (1990)
- Gustav Moreau-díj (1995)
- Pest megye Művészetéért (1999)
- Pro urbe Szentendre (2000)